# تفنگی در کیف دستی بتی لو
تفنگی در کیف دستی بتی لو (انگلیسی: The Gun in Betty Lou's Handbag) فیلمی آمریکایی در ژانر کمدی اسکروبال به کارگردانی الن مویل است که در ۱۹۹۲ منتشر شد. بازیگران این فیلم پنه‌لوپه آن میلر، اریک تال، ویلیام فورسایت، کتی موریارتی و الفری وودارد هستند. این فیلم با نقدهای منفی منتقدان همراه بود.

## بازیگران
- پنه‌لوپه آن میلر
- اریک تال
- ویلیام فورسایت
- کتی موریارتی
- الفری وودارد